# کراسونیتسه
کراسونیتسه (به چکی: Krasonice) یک منطقهٔ مسکونی در جمهوری چک است که در ناحیه ییهلاوا واقع شده‌است. کراسونیتسه ۱۱٫۸ کیلومتر مربع مساحت و ۲۲۰ نفر جمعیت دارد و ۵۴۸ متر بالاتر از سطح دریا واقع شده‌است.